# Regeringen Palme II
Regeringen Palme II var Sveriges regering fra den 8. oktober 1982 og til den 12. marts 1986. Det var en socialdemokratisk mindretalsregering. Regeringen afløste Regeringen Fälldin III, og den blev efterfulgt af Regeringen Carlsson I.

## Regeringens dannelse
Regeringen blev dannet efter det borgerlige nederlag ved rigsdagsvalget den 19. september 1982.

## Regeringens afgang
Regeringen gik af efter mordet på statsminister Olof Palme den 28. februar 1986.
Den 1. marts 1986 blev der dannet et forretningsministerium med vicestatsminister Ingvar Carlsson som midlertidig statsminister, og den 12. marts tiltrådte Regeringen Carlsson I.

## Markante ministre
- Vicestatsminister og miljøminister Ingvar Carlsson
- Arbejdsmarkedsminister Anna-Greta Leijon
- Kommunal-, civil- og kirkeminister Bo Holmberg, gift med den senere udenrigsminister Anna Lindh.